# Famille de Roquefeuil (Provence)
Pour les articles homonymes, voir Famille de Roquefeuil.
La famille de Roquefeuil est une famille française provençale aux origines mal définies. Elle tiendrait son nom d'un fief de Roquefeuille situé à Pourrières dans le département du Var. C'est là que s'élevait le château de Roquefeuil, conservé par les d'Agoult d'Ollières jusqu’au XVIIIe siècle, puis un temps par la famille d'Isoard de Chénerilles.
Le site de Roquefeuille semblait bien fortifié, comme ceux de Trets et Puyloubier (Var).

## Origines
La famille de Roquefeuil, en Provence, est signalée par le R.P. Jean-Pierre Papon, oratorien, dans son Histoire générale de Provence (1778), comme étant issue de la famille vicomtale de Marseille, hypothèse reprise par Juigné de Lassigny, Généalogie des vicomtes de Marseille (1910), par Burgondion Ier de Trets, seigneur de Trets et d'Ollières.
Il existe une certaine confusion dans la généalogie des vicomtes de Marseille, mais cette parenté parait possible à défaut d'être attestée. Saint-Allais va dans le même sens en faisant de ce Burgondion de Trets un fils de Geoffroy II Reforciat, lui-même fils de Raymond-Geoffroy II, vicomte de Marseille de 1184 à 1216-1217. Co-seigneur de Trets, d'Ollières et de Peyrols, il a semble-t-il été lui aussi vicomte de Marseille en 1213 ; il meurt vers 1246,. 
Toutefois le site internet de généalogie Foundation for Medieval Genealogy (FMG), qui s'appuie sur des recherches plus récentes, écrit que « la source primaire qui confirmerait cette parenté n'a pas encore été identifiée ».

## Famille d'Agoult
De même, le mariage qu'on prête à Burgondion Ier de Trets avec Mabille d'Agout d'Entrevennes, dame de Pontevès, fille d'Isnard d'Agout, n'est pas formellement documenté. La FMG, reprenant une assertion des Europäische Stammtafeln selon laquelle la famille d'Agout d'Ollières serait descendue de lui par les mâles et éteinte au XVIIIe siècle, ne fait que mentionner cette hypothèse sans reproduire cette descendance. Cette hypothèse peut n'avoir été établie que sur le fait qu'un co-seigneur d'Ollières (Bergondio de Trets) ait épousé une d'Agout, et qu'une branche d'Agout était à partir du XIIIe siècle en possession de la seigneurie d'Ollières.
Saint-Allais ne croit pas à cette thèse et écrit : « XII. Burgondion Ier était seigneur de Trets et d'Ollières ; il épousa Mabille d'Agout, fille d'Isnard Ier d'Agout, baron de Sault. Cette alliance a fait présumer à plusieurs auteurs que les seigneurs d'Agout descendaient de ce Burgondion, sans réfléchir qu'il y avait un personnage qui portait aussi ce nom, dans la propre maison d'Agout, et dont descendent effectivement les seigneurs d'Ollières et de Roquefeuil du nom d'Agout ». Il lui prête un fils nommé Raymond Geoffroy, franciscain, devenu général des Frères mineurs de 1289 à  1295 (successeur de Nicolas IV à cette charge) et qui aurait refusé l'évêché de Padoue. Saint-Allais tire probablement ces précisions de l'abbé d'Expilly.

## Famille de Roquefeuil
C'est le R.P. Papon qui donne une descendance du nom de Roquefeuil à ce Burgondion, lui donnant du premier lit un fils nommé Raymond de Roquefeuil, seigneur de Peyloubier (probablement Puyloubier), et un frère nommé Burgondion (II), seigneur de Tretz et de Roquefeuil. Raymond est dit père d'un autre Burgondion (III), lui-même père d'un quatrième Burgondion (IV), d'où Isnard de Roquefeuil, seigneur de Peyloubier. Il ne donne cependant pas à ces Roquefeuil de descendance portant le nom d'Agoult. Elle s'éteint probablement en ligne masculine.